# Final Fantasy VII: Advent Children
Final Fantasy VII: Advent Children är en datoranimerad film från 2005 som är baserad på Playstation-spelet Final Fantasy VII, regisserad av Tetsuya Nomura. Filmen utspelar sig två år efter händelserna i spelet och hade officiellt premiär i Japan på en rad utvalda biosalonger i september. Filmen släpptes på DVD och UMD den 14 september 2005. Filmen har även släppts i Nordamerika och Europa. Musiken till filmen är gjord av kompositören Nobuo Uematsu, vars historia med Square Enix sträcker sig ända tillbaka till det första spelet som släpptes i Final Fantasy-serien. Final Fantasy VII: Advent Children är den enda film som visats i ett ofärdigt stadium på Filmfestivalen i Venedig. Filmen har även belönats med priser. Bland annat Honorary Maria Award på Festival Internacional de Cinema de Catalunya i oktober 2005.

## Handling
Två år efter händelserna i Final Fantasy VII har planeten börjat reparera sig själv efter kometen. Människorna har sakta börjat åter bygga upp sina liv, men en mystisk sjukdom känd som Geostigma har nyligen dykt upp och hotar livet på nytt. Huvudkaraktären Cloud Strife har dragit sig undan sin familj efter att han blivit infekterad av sjukdomen som påminner honom om hans förflutna. Tifa, Clouds barndomsvän, håller kontakt med honom via telefon efter att han försvunnit. Tillsammans har de skapat "Strife Delivery Service". Innan Cloud försvann bodde han tillsammans med Tifa, Marlene (Barrets adoptivdotter) och Denzel, en föräldralös pojke som Cloud hittade utanför Aeriths kyrka.
Staden Edge är byggd precis i ytterkanten av Midgars ruiner (därav namnet Edge). De som bland annat står för byggandet av staden är det forna jätteföretaget Shin-Ra Inc. President Rufus Shinra som numera sitter i rullstol på grund av Geostigma har i sin tur även skickat ut The Turks för att leta upp vad som Sephiroth än kan ha lämnat efter sig. Men under ett uppdrag i den norra kratern, där Sephiroth förlorade slutstriden händer plötsligt något oväntat. The Turks blir anfallna av tre mystiska personer som söker efter Jenovas kvarlevor. Gruppen är ledd av Kadaj och de övriga två heter Yazoo och Loz. Alla tre har någon sorts likhet med den store Sephiroth och har troligen på ett underligt sätt skapats snart efter hans bortgång.
Kadaj påstår att Geostigma beror på att Jenovas celler korrumperar Lifestream, som i sin tur finns överallt i världen och gör folk sjuka. Trions mål är att hitta den enda del av Jenovas som finns kvar, nämligen hennes huvud, för att skapa en ny "Reunion". Men varför är ännu oklart. Efter att ha stött på Kadaj för första gången i en motorcykeljakt, kallar Rufus Shinra på Cloud. Rufus informerar Cloud om Kadajs gäng och ber honom om hans hjälp. Cloud vägrar men efter att Kadaj kidnappar en grupp med barn bestämmer sig Cloud för att stoppa dem. När ännu en strid passerat som Cloud tvingas bli räddad från av Vincent Valentine, får han reda på gruppens troliga mål. Kadaj planerar att använda Jenovas huvud, den sista länken som kan återskapa Sephiroth. Cloud har inget annat val än att åter igen försöka samla ihop sina vänner och ta upp striden mot Kadaj och hans gäng för att förhindra Sephiroths återkomst.

## Röster (japanska)
- Cloud Strife - Takahiro Sakurai
- Tifa Lockhart - Ayumi Ito
- Barret Wallace - Masahiro Kobayashi
- Vincent Valentine - Shogo Suzuki
- Cid Highwind - Kazuyuki Yama
- Red XIII - Masachika Ichimura
- Yuffie Kisaragi - Yumi Kakazu
- Aeris Gainsborough - Maaya Sakamoto
- Zack - Kenichi Suzumura
- Marlene - Tsuduruhara Miyuu
- Reno - Keiji Fujiwara
- Rude - Taiten Kusunoki
- Denzel - Kyosuke Ikeda
- Kadaj - Shotaro Morikubo
- Loz - Kenji Nomura
- Yazoo - Yûji Kishi
- Sephiroth - Toshiyuki Morikawa

## Röster (engelska)
Square Enix använder samma skådespelare som de hade i spelet Kingdom Hearts.
- Denzel - Benjamin Bryan
- Elena - Bettina Bush
- Aerith Gainsborough - Mena Suvari
- Cid Highwind - Chris Edgerly
- Kadaj - Steve Staley
- Yuffie Kisaragi - Christy Carlson Romano
- Tifa Lockhart - Rachael Leigh Cook
- Loz - Fred Tatasciore
- Red XIII (Nanaki) - Liam O'Brien
- Reno of the Turks - Quinton Flynn
- Rude - Crispin Freeman
- Sephiroth - George Newbern
- Rufus Shinra - Wally Wingert
- Cait Sith - Greg Ellis
- Cloud Strife - Steve Burton
- Reeve Tuesti - Jamieson Price
- Tseng - Ryun Yu
- Vincent Valentine - Steve Blum
- Barret Wallace - Beau Billingslea
- Marlene Wallace - Grace Rolek
- Yazoo - Dave Wittenberg
- Zack - Rick Gomez